# Мартинес, Джим
Джеймс Майкл «Джим» Мартинес (англ. James Michael "Jim" Martinez; род. 14 ноября 1958, Оссио, Миннесота) — американский борец греко-римского стиля, призёр Олимпийских игр, призёр чемпионата мира, призёр Панамериканского чемпионата. Первый представитель Соединённых Штатов Америки, сумевший завоевать олимпийскую награду в греко-римской борьбе.

## Биография
Родился в Оссио, в семье в которой был старшим из восьми детей. Начал заниматься борьбой под влиянием матери. По словам самого борца: «Другой возможностью был гимнастика. Но я ничего не знал о гимнастике и выбрал борьбу» . Уже в старшей школе завоевал звание чемпиона штата среди взрослых. Успехи в спорте позволили Мартинесу попасть в университет. 
Во время обучения в Университете Миннесоты выступал за команду университета в соревнованиях, проводимых под эгидой NCAA, став дважды (1979, 1982) чемпионом All-American 
В 1982 году был шестым на розыгрыше Кубка мира. 
На Летних Олимпийских играх 1984 года в Лос-Анджелесе боролся в лёгком весе (до 68 килограммов). Регламент турнира оставался прежним, с начислением штрафных баллов. Участники турнира, числом в 14 человек в категории, были разделены на две группы. За победу в схватках присуждались баллы, от 4 баллов за чистую победу и 0 баллов за чистое поражение. Когда в каждой группе определялись три борца с наибольшими баллами (борьба проходила по системе с выбыванием после двух поражений), они разыгрывали между собой места в группе. Затем победители групп встречались в схватке за первое-второе места, занявшие второе место — за третье-четвёртое места, занявшие третье место — за пятое-шестое места. 
Малоизвестный на мировой арене Джим Мартинес сумел выйти в финал группы (при этом две из трёх встреч закончив досрочно), где проиграл многоопытному фавориту, чемпиону мира Тапио Сипиля. Во встрече за третье место Джим Мартинес за полминуты положил на лопатки соперника, и стал бронзовым призёром игр. 
| Выступление на Олимпийских играх 1984 года | Выступление на Олимпийских играх 1984 года | Выступление на Олимпийских играх 1984 года | Выступление на Олимпийских играх 1984 года | Выступление на Олимпийских играх 1984 года | Выступление на Олимпийских играх 1984 года | Выступление на Олимпийских играх 1984 года | Выступление на Олимпийских играх 1984 года |
| Круг                                       | Соперник                                   | Страна                                     | Результат                                  | Счёт                                       | Баллы                                      | Всего баллов                               | Время схватки                              |
| ------------------------------------------ | ------------------------------------------ | ------------------------------------------ | ------------------------------------------ | ------------------------------------------ | ------------------------------------------ | ------------------------------------------ | ------------------------------------------ |
| 1                                          | Антониос Пападопулос                       | Греция                                     | Победа                                     | Туше                                       | 4                                          | 4                                          | 2:44                                       |
| 2                                          | Герри Свенссон                             | Швеция                                     | Победа                                     | Туше                                       | 4                                          | 8                                          | 5:59                                       |
| 3                                          |                                            |                                            |                                            |                                            | 0                                          | 8                                          |                                            |
| 4                                          | Мохамед Мутеи Накдали                      | Сирия                                      | Победа                                     | 9-7                                        | 3                                          | 11                                         | 6:00                                       |
| Финал группы «B»                           | Тапио Сипиля                               | Финляндия                                  | Поражение                                  | 2-5                                        | 1                                          | 1                                          | 6:00                                       |
| За третье место                            | Штефан Негришан                            | Румыния                                    | Победа                                     | Туше                                       |                                            |                                            | 0:25                                       |

В 1985 году стал бронзовым призёром чемпионата мира. В 1987 году стал бронзовым призёром Панамериканского чемпионата и бронзовым призёром Панамериканских игр, а на чемпионате мира остался десятым.  
После окончания активной карьеры переехал в Аризону, где работал с детьми в школах. С 2009 года тренирует в старшей школе «Корона Дель Сол» в Темпе. 
Член национального Зала Славы борьбы (2014)  